# 新幹線メモ
『新幹線メモ』（しんかんせんメモ）とは、東海道新幹線建設時、国鉄における建設計画担当者が交替で、社団法人日本鉄道運転協会の会誌に連載していたもの。日本鉄道運転協会は、東海道新幹線開業時に、この連載の文章を取りまとめてB6判の書籍として刊行した。

## 概略
1960年（昭和35年）から1964年（昭和39年）にかけて日本鉄道運転協会の会誌に掲載されていた連載「新幹線メモ」は、東海道新幹線の計画と建設に携わっている複数の国鉄担当者が交替で執筆していた。この連載の昭和35年6月分から39年8月分までを収録した書籍が、新幹線開業日である39年10月1日に日本鉄道運転協会から刊行された。
この連載は、新幹線計画に直接携わっていた担当者たちが、その時々の新幹線計画の進捗状況や計画、予想などを「メモ」の形で執筆したもの。停車場の計画、ATCやCTCの試験、モデル線の建設と試作車両による試験、エカフェ主催の新幹線研究週間の詳細などが取り上げられており、車輛の設計や仕様も未確定、軌道は建設途上の段階の、その時々の状況や展望、現場の苦労や工夫を知ることができる。本に収録する時も、会誌に掲載されたままを収録し、各章の冒頭には、39年8月時点から見た解説文が付記されている。
- 書籍名：『新幹線メモ』、俵英一（監修）. 出版社：日本鉄道運転協会 発行年：昭和39年10月1日、18*12.5cm（B6判）定価400円

内容
序：（社）日本鉄道運転協会会長・元新幹線基準調査委員会委員 東義胤
序：新幹線局運転課長 俵栄一
1. 東海道新幹線運転計画
2. 建設基準と建設工事
3. 停車場
4. 運転保安
5. 電気
6. 軌道
7. 運転・車輛
8. その他
9. 開業時の運転ダイヤと近き将来の増強計画